# Аксёнов, Виктор Иванович
Виктор Иванович Аксёнов (1924 — 19 июля 1944) — участник Великой Отечественной войны, заряжающий самоходной артиллерийской установки СУ-76 1515-го самоходного артиллерийского полка 5-го танкового корпуса 2-го Прибалтийского фронта, младший сержант.

## Биография
Родился в 1924 году в селе Старая Пустынь Нижегородской губернии. Русский. Призван в Красную армию 31 августа 1942 года Чернухинским районным военкоматом Горьковской области. Член ВЛКСМ с 1943 года. На фронте с ноября 1943 года.
19 июля 1944 года заряжающий СУ-76 младший сержант Аксёнов участвовал в наступлении у хутора Броньки в районе Дагды Латвийской ССР. Самоходка младшего лейтенанта Николая Ивановича Хромова (1922—1944), в экипаже которой находился Аксёнов, подбила немецкий танк, а затем поддерживала наступающую пехоту. Местность была заболочена, Аксёнов ввиду трудности установить огневые точки врага вышел из машины на разведку. В момент, когда он двигался в направлении оборудованного под ДОТ овощехранилища, прозвучал сигнал к атаке пехоты. Видя, что пулемёт из амбразуры ДОТа даёт возможность вести огонь по пехоте, он попытался поразить его гранатой, но был ранен. Тогда Аксёнов закрыл амбразуру своим телом, повторив подвиг Александра Матросова. Немцам удалось отодвинуть тело павшего воина, но тут самоходка Хромова двумя выстрелами уничтожила ДОТ.
В. И. Аксёнов был похоронен на месте боя к югу от хутора Богданы, вспоследствии перезахоронен на братском кладбище в Дагде.
Приказом частям 5-го танкового корпуса от 15 августа 1944 года младший сержант Виктор Иванович Аксёнов был посмертно награждён орденом Отечественной войны 1-й степени.

## Память

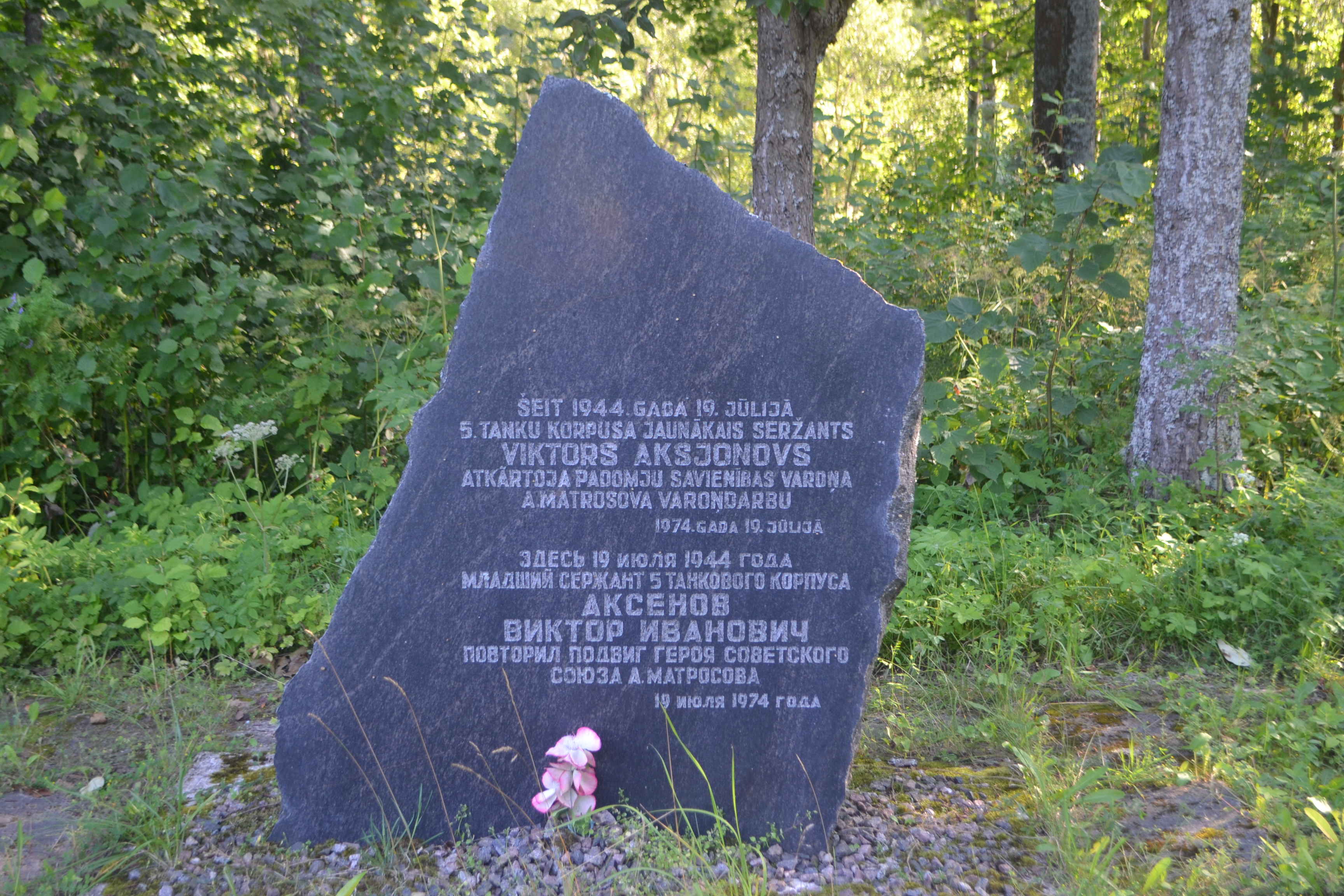
Памятник у хутора Богданы

В советские годы именем Аксёнова были названы многие пионерские дружины в латвийских школах. Газета «Циня» называла Аксёнова «первым матросовцем Латвии».
На месте гибели Аксёнова у хутора Богданы Краславского района 19 июля 1974 года братом героя Борисом Ивановичем Аксёновым была открыта гранитная стела. Решением Кабинета министров Латвии от 14 июля 2022 г. памятник утверждён в «Списке демонтируемых объектов на территории Латвийской Республики, прославляющих советский и нацистский режимы» со сроком сноса до 15 ноября 2022 года.